# جاك هويل (لاعب كرة قاعدة)
جاك هويل (بالإنجليزية: Jack Howell)‏ هو لاعب كرة قاعدة أمريكي، ولد في 18 أغسطس 1961 في توسان في الولايات المتحدة.

## وصلات خارجية
- جاك هويل على موقع دوري كرة القاعدة الرئيسي (الإنجليزية)
- جاك هويل على موقع الدوري الياباني لكرة القاعدة (الإنجليزية)
- جاك هويل على موقعبيزبول رفرنس.كوم (الدوري الرئيسي) (الإنجليزية)
- جاك هويل على موقعبيزبول رفرنس.كوم (الدوري الثانوي) (الإنجليزية)
- جاك هويل على موقع إي إس بي إن.كوم (أم.أل.بي) (الإنجليزية)
- جاك هويل على موقع مشجعي الرسوم البيانية (الإنجليزية)